# Пол Панцер
Пол Панцер (англ. Paul Panzer; 3 листопада 1872 — 16 січня 1958) — американський актор німого кіно німецького походження. З 1905 по 1952 рік знявся в 333 фільмах. Найбільш відомий за роллю Кернера в серіалі «Небезпечні пригоди Поліни». З 1934 по 1950 рік працював за контрактом з кінокомпанією Warner Brothers. Народився в Вюрцбурзі, Баварія, і помер в Голлівуді, штат Каліфорнія.

## Вибрана фільмографія
- 1908 — Макбет / Macbeth
- 1912 — Життя Буффало Білла / The Life of Buffalo Bill)
- 1922 — Бутлегери
- 1928 — Славна Бетсі
- 1939 — Чотири дружини